# Let's Get Back to Bed – Boy!
"Let's Get Back to Bed – Boy!" es una canción de la cantante alemana Sarah Connor que cuenta con la participación del cantautor estadounidense TQ. Fue escrita por Rob Tyger, Kay Denar y TQ para el álbum debut de Connor, Green Eyed Soul (2001), y publicado como su primer sencillo en los países de habla alemana el 7 de mayo de 2001.
La canción tuvo un gran impacto en las listas europeas; fue top 10 en Alemania, Austria y Suiza y top 20 en el Reino Unido y Noruega. "Let's Get Back to Bed – Boy!" fue nominada a mejor sencillo nacional – Rock/Pop en los premios ECHO de 2002, y fue disco de oro en Alemania y Austria.

## Listado de canciones
Sencillo en CD europeo
1. "Let's Get Back to Bed – Boy!" (Radio/Video Klimax) – 3:57
2. "Let's Get Back to Bed – Boy!" (Club RMX Radio 4Play) – 3:58

Maxisencillo en CD europeo
1. "Let's Get Back to Bed – Boy!" (Radio/Video Klimax) – 3:57
2. "Let's Get Back to Bed – Boy!" (Club RMX Radio 4Play) – 3:58
3. "Let's Get Back to Bed – Boy!" (Sly's Dub RMX Chill Out) – 4:17
4. "Let's Get Back to Bed – Boy!" (Club RMX Main Part) – 5:25

## Posición en las listas
| Chart (2001)       | Máxima posición |
| ------------------ | --------------- |
| Alemania           | 2               |
| Austria            | 5               |
| Bélgica (Flanders) | 31              |
| Noruega            | 18              |
| Reino Unido        | 16              |
| Suiza              | 9               |
| Chart (2002)       | Máxima posición |
| Francia            | 50              |

### Certificaciones
| Country  | Certificación |
| -------- | ------------- |
| Austria  | Oro           |
| Alemania | Oro           |